# As the Bell Rings
As the Bell Rings  (No Brasil, Quando toca o sino) é uma microsérie do canal Disney Channel, exibida no Brasil pelo Zapping Zone todas as sextas-feiras.
Conta com a participação de Demi Lovato (que sai na 2° Temporada) e Tony Oller. O número de episódios filmados é 17. A duração de cada episódio é de aproximadamente 5 minutos. As the Bell Rings já é um sucesso em todo o mundo: inspirada na popular Quelli dell´Intervallo, criada pelo Disney Channel Itália, foi adaptada pelos canais Disney Channel do Reino Unido, Estados Unidos, França, Alemanha, Espanha, Austrália, Japão, Singapura, no Brasil, ganhando o nome de Quando Toca o Sino.
Esta versão estadunidense é protagonizada por Tony Oller, Seth Ginsberg, Carlson Young, Gabriella Rodriguez, Collin Cole, Demi Lovato (1ª Temporada), e Lindsey Black (2ª Temporada). A primeira temporada tem 15 episódios já filmados. A segunda temporada já está no ar, mas não foi exibida no Brasil.

## Personagens

### Lexi
Atriz: Lindsey Black (2ª Temporada)
É a personagem principal feminina na 2ª temporada. Ela é apaixonada por Danny. Substitui Demi e produziu o clipe Here I Go de Danny.

### Danny Neilson
Ator: Tony Oller (Todas as Temporadas)
É o personagem principal masculino. Ele mostra uma paixão por Charlotte. Seus amigos são Toejam e Skipper.

### Charlotte Adams
Atriz: Demi Lovato (1ª Temporada)
É a personagem principal feminina. Suas amigas são Tiffany e Brooke.
Cantou a música Shadow de seu novo cd no episódio do Show de Talentos.

### Toejam
Ator: Seth Ginsberg (Todas as Temporadas)
É um dos amigos de Danny. Ele tem uma quedinha por Brooke mesmo falando que não tem. Ele normalmente se envolve nas maluquices do Skipper.

### Tiffany Blake
Atriz: Carlson Young (Todas as Temporadas)
Ela é meio burrinha. É uma das garotas mais populares e bonitas do colégio.E é amiga de Brooke e Charlotte e é chamada de Tiff.

### Skipper Adamson
Ator: Collin Cole (Todas as Temporadas)
É um dos amigos mais estranhos de Danny,pois ele acha que é popular e lindo.E tem uma quedinha por Tiffany.

### Brooke Nichols
Atriz: Gabriela Rodriguez (Todas as Temporadas)
É a pessoa mais inteligente dos seis. Amiga de Charllote e Tiffany.

## Soundtrack
1. As the Bell Rings - Abertura

1ª Temporada:
- Shadow -   Demi Lovato & Tony Oller

2ªTemporada:
- Could You Be the One? - Tony Oller
- Here I Go - Tony Oller
- All You Gotta Do - Tony Oller
- Be Creative -Tony Oller